# Vadims Vasiļevskis
Vadims Vasiļevskis (Riga, 5 gennaio 1982) è un ex giavellottista lettone, vincitore di una medaglia d'argento ai Giochi olimpici di Atene 2004.

## Biografia
Il debutto internazionale della carriera di Vasiļevskis è stata la partecipazione ai Mondiali juniores del 2000 terminati con un ottavo posto.
Scelto come portabandiera della Lettonia ai Giochi olimpici di Atene 2004, gareggia con i connazionali con più esperienza, Ēriks Rags e Voldemārs Lūsis, nella finale del giavellotto. Con un lancio da 84,95 metri, 2,5 metri in più del suo record personale, finisce la gara alle spalle solo del norvegese Andreas Thorkildsen e conquista la medaglia d'argento.
Nello stesso anno non va oltre un ottavo posto alle World Athletics Final a Monaco. Tra il 2006 e il 2009 riesce a incasellare una serie di quarti posti nelle più importanti manifestazioni internazionali di atletica e a vincere la medaglia d'oro alla XXIV Universiade. Si classificherà, inoltre, al nono posto ai Giochi olimpici di Pechino 2008, edizione in cui per la seconda volta consecutiva porterà la bandiera del suo paese alla cerimonia di apertura.
Negli anni a seguire si sono succeduti una serie di insuccessi tra cui nel 2010 l'ultimo posto agli Europei di Barcellona e la mancata finale alle Olimpiadi di Londra 2012, tanto da spingerlo ad annunciare il ritiro dalla carriera agonistica. Abbandono che avverrà dopo aver vinto alcune medaglie alla Diamond League 2012 e aver partecipato ai Campionati mondiali di Mosca 2013.

## Record nazionali
- Lancio del giavellotto: 90,73 m ( Tallinn, 22 luglio 2007)

## Palmarès
| Anno | Manifestazione           | Sede       | Evento                 | Risultato | Prestazione | Note |
| ---- | ------------------------ | ---------- | ---------------------- | --------- | ----------- | ---- |
| 2000 | Mondiali juniores        | Santiago   | Lancio del giavellotto | 8º        | 68,14 m     |      |
| 2001 | Europei juniores         | Grosseto   | Lancio del giavellotto | 7º        | 70,59 m     |      |
| 2002 | Europei                  | Monaco     | Lancio del giavellotto | 16º (q)   | 78,20 m     |      |
| 2003 | Europei under 23         | Bydgoszcz  | Lancio del giavellotto | 7º        | 72,39 m     |      |
| 2003 | Giochi mondiali militari | Catania    | Lancio del giavellotto | Argento   | 77,81 m     |      |
| 2004 | Giochi olimpici          | Atene      | Lancio del giavellotto | Argento   | 84,95 m     |      |
| 2005 | Mondiali                 | Helsinki   | Lancio del giavellotto | 16º (q)   | 76,16 m     |      |
| 2006 | Europei                  | Göteborg   | Lancio del giavellotto | 4º        | 83,21 m     |      |
| 2007 | Mondiali                 | Osaka      | Lancio del giavellotto | 4º        | 85,19 m     |      |
| 2007 | Universiadi              | Bangkok    | Lancio del giavellotto | Argento   | 83,92 m     |      |
| 2008 | Giochi olimpici          | Pechino    | Lancio del giavellotto | 9º        | 81,32 m     |      |
| 2009 | Mondiali                 | Berlino    | Lancio del giavellotto | 4º        | 82,37 m     |      |
| 2010 | Europei                  | Barcellona | Lancio del giavellotto | 23º (q)   | 67,56 m     |      |
| 2011 | Mondiali                 | Taegu      | Lancio del giavellotto | 25º (q)   | 75,23 m     |      |
| 2012 | Giochi olimpici          | Londra     | Lancio del giavellotto | 38º (q)   | 72,81 m     |      |
| 2013 | Mondiali                 | Mosca      | Lancio del giavellotto | 14º (q)   | 79,68 m     |      |

## Altre competizioni internazionali
2004
- Oro in Coppa Europa invernale di lanci ( Marsa), lancio del giavellotto - 82,44 m
- 8º alla World Athletics Final ( Monaco), lancio del giavellotto - 76,28 m

2006
- 4º alla World Athletics Final ( Stoccarda), lancio del giavellotto - 83,26 m

2008
- Oro alla World Athletics Final ( Stoccarda), lancio del giavellotto - 86,65 m

2009
- 4º alla World Athletics Final ( Salonicco), lancio del giavellotto - 81,86 m